# Dimorphocalyx glabellus
Dimorphocalyx glabellus là một loài thực vật có hoa trong họ Đại kích. Loài này được Thwaites mô tả khoa học đầu tiên năm 1861.

## Hình ảnh

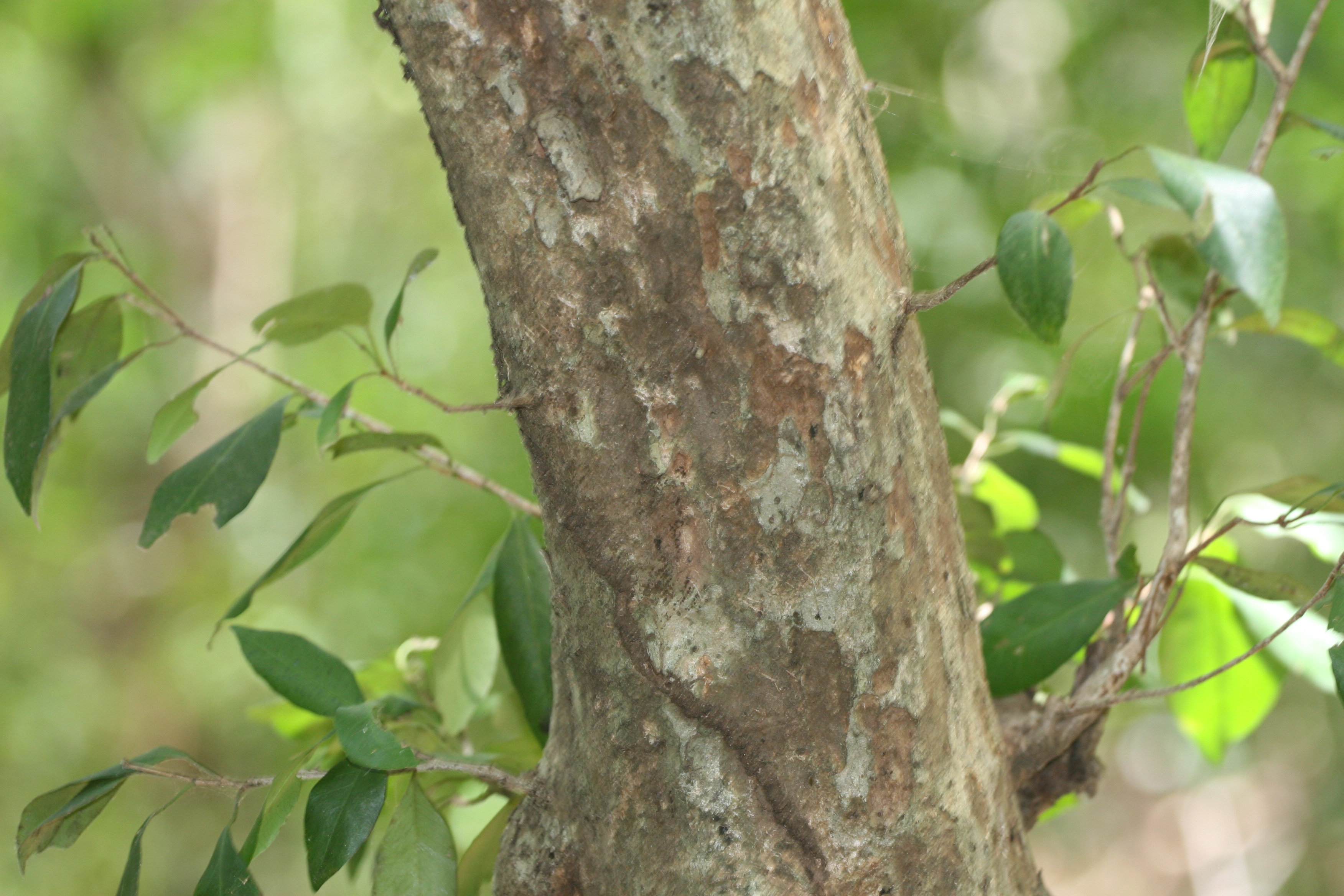